# Discographie de Genesis
Pour un article plus général, voir Genesis (groupe).
Cet article regroupe la discographie du groupe de rock britannique Genesis. Au cours de sa carrière de 1969 à 2007, le groupe a sorti quinze albums studio, six albums en concert, douze albums de compilation (dont six coffrets), quarante cinq singles et deux EP. 

## Présentation
Genesis  est formé en 1967 à Godalming en Angleterre par Peter Gabriel (chant, flûte traversière, hautbois, percussions), Tony Banks (claviers, guitare 12 cordes), Mike Rutherford (basse, guitare acoustique et 12 cordes), Anthony Phillips (guitares) et Chris Stewart (batterie). En 1968, le groupe sort son premier single, The Silent Sun dans l'indifférence générale et change de batteur, Jonathan Silver remplace Stewart. Le groupe enregistre alors son premier album, From Genesis to Revelation qui sort en mars 1969. La musique est alors un mélange de folk plus ou moins acoustique et de pop douce souvent comparée aux Bee Gees ou aux Moody Blues. C'est le manager du groupe, Jonathan King, qui décide du nom de l'album mais le nom du groupe n'apparaissant pas clairement, l'album finira dans les bacs de musique religieuse des disquaires et ne se vendra finalement qu'à 650 exemplaires. 
Le groupe se sépare de Jonathan King et signe chez Charisma Records et change à nouveau de batteur, Silver est remplacé par John Mayhew et sort son deuxième album, Tresspass, en 1970. La musique évolué vers le rock progressif et les titres sont plus longs. Anthony Phillips et John Mayhew quittent le groupe et sont remplacés respectivement par Steve Hackett et Phil Collins qui apporteront plus de stabilité au groupe. Ce dernier enregistrera quatre albums studios supplémentaires dans cette formation jusqu'au départ de Peter Gabriel en 1975. Le succès ira croissant, commençant en 1972 avec l'album Foxtrot qui se classe à la 12e place des charts britanniques. Après le départ de Peter Gabriel, le groupe continue en quatuor, Phil Collins prenant la place de chanteur et sortira encore trois albums dont l'album en concert, Seconds Out fin 1977 qui marquera le départ de Steve Hackett qui souhaitait se consacrer à une carrière en solo.
Désormais en trio, le groupe fait évoluer sa musique vers un rock plus commercial en raccourcissant ses chansons dès l'album ...And Then There Were Three.... Le succès est immédiat et le groupe obtient un premier hit single avec la chanson Follow You Follow Me qui se classe à la 7e place des charts britanniques et à la 23e place du Billboard Hot 100 américain. Le succès sera croissant et dès, Duke sorti en 1980, tous les albums studios du trio se classeront à la première place des charts britanniques à l'exception de Calling All Stations (2e place qui sera enregistré sans Phil Collins qui quitte le groupe en 1993 pour se consacrer à sa carrière solo. Le succès du groupe sera mondial et notamment français, tous les albums du groupe à partir de Nursery Cryme (1971) et à l'exception de Calling All Station seront certifiés au moins disque d'or (100 000 exemplaires vendus) par la SNEP. On[Qui ?] estime à plus de cent millions le nombre d'albums vendus dans le monde par le groupe.

## Albums

### Albums studio
| Album | Charts | Charts | Charts | Charts  | Charts  | Charts | Charts | Charts | Charts | Charts | Charts | Charts | Charts | Charts | Certifications                                                                                                  |
| Album | R-U    | ALL    | AUT    | BEL (W) | BEL (V) | CAN    | FRA    | ITA    | NOR    | N-Z    | P-B    | SWE    | Sui    | USA    | Certifications                                                                                                  |
| --- | ------ | ------ | ------ | ------- | ------- | ------ | ------ | ------ | ------ | ------ | ------ | ------ | ------ | ------ | --- |
| From Genesis to Revelation - Sortie : 28 mars 1969 - Label : Decca - Formats : CD, K7, LP                        | —      | —      | —      | —       | —       | —      | —      | —      | —      | —      | —      | —      | —      | 170    | — |
| Trespass - Sortie : 23 octobre 1970 - Label : Charisma - Formats : CD, K7, LP                                    | 98     | —      | —      | —       | —       | —      | —      | —      | —      | —      | —      | —      | —      | —      | — |
| Nursery Cryme - Sortie : 12 novembre 1971 - Label : Charisma - Formats : CD, K7, LP                              | 39     | —      | —      | —       | —       | —      | —      | 11     | —      | —      | —      | —      | —      | —      | Argent · Or |
| Foxtrot - Sortie : 15 septembre 1972 - Label : Charisma - Formats : CD, K7, LP                                   | 12     | 45     | —      | —       | —       | —      | 15     | 15     | —      | —      | —      | —      | —      | —      | Or · Or |
| Selling England by the Pound - Sortie : 5 octobre 1973 - Label : Charisma - Formats : CD, K7, LP                 | 3      | —      | —      | —       | —       | —      | —      | 4      | —      | —      | —      | —      | —      | 70     | Or · Platine · Or · Or · Or                                                                                     |
| The Lamb Lies Down on Broadway - Sortie : 22 novembre 1974 - Label : Charisma - Formats : 2 x CD, 2 x K7, 2 x LP | 10     | —      | —      | —       | —       | 15     | 1      | 14     | —      | 34     | —      | —      | —      | 41     | Or · Or · Or · Or                                                                                               |
| A Trick of the Tail - Sortie : 2 février 1976 - Label : Charisma - Formats : CD, K7, LP                          | 3      | 43     | —      | —       | —       | 12     | 1      | 4      | —      | 4      | 7      | 17     | —      | 31     | Or · Platine · Or · Or                                                                                          |
| Wind & Wuthering - Sortie : 23 décembre 1976 - Label : Charisma - Formats : CD, K7, LP                           | 7      | 19     | —      | —       | —       | 31     | 3      | 7      | 12     | 18     | 15     | 21     | —      | 26     | Or · Or · Or · Or                                                                                               |
| ...And Then There Were Three... - Sortie : 7 avril 1978 - Label : Charisma - Formats : CD, K7, LP                | 3      | 2      | 17     | —       | —       | 11     | 2      | 6      | 7      | 10     | 8      | 22     | —      | 14     | Or · Or · Or · Or · Or · Platine                                                                                |
| Duke - Sortie : 24 mars 1980 - Label : Charisma - Formats : CD, K7, LP                                           | 1      | 2      | 14     | —       | —       | 1      | 4      | 6      | 4      | 13     | 12     | 9      | —      | 11     | Platine · Or · Platine                                                                                          |
| Abacab - Sortie : 18 septembre 1981 - Label : Charisma, Vertigo - Formats : CD, K7, LP                           | 1      | 6      | —      | —       | —       | 3      | 1      | 2      | 4      | 44     | 6      | 11     | —      | 7      | Or · Or · Or · 2 × Platine                                                                                      |
| Genesis - Sortie : 3 octobre 1983 - Label : Charisma, Vertigo - Formats : CD, K7, LP                             | 1      | 1      | 2      | —       | —       | 2      | 2      | 4      | 2      | 2      | 2      | 12     | 2      | 9      | 2 × Platine · Platine · Platine · Platine · Or · 2 × Platine · 4 × Platine                                      |
| Invisible Touch - Sortie : 9 juin 1986 - Label : Charisma, Virgin - Formats : CD, K7, LP                         | 1      | 2      | 5      | —       | —       | 1      | 8      | 6      | 3      | 1      | 2      | 4      | 4      | 3      | 4 × Platine · Platine · Platine · Platine · 6 × Platine                                                         |
| We Can't Dance - Sortie : 28 octobre 1991 - Label : Virgin - Formats : CD, K7, 2 x LP                            | 1      | 1      | 1      | —       | —       | 4      | 2      | 5      | 1      | 5      | 1      | 4      | —      | 4      | 5 × Platine · 5 × Platine · Platine · 4 × Platine · 2 × Platine · Platine · Platine · 4 × Platine · 4 × Platine |
| Calling All Stations - Sortie : 2 septembre 1997 - Label : Virgin - Formats : CD, K7, 2 x LP                     | 2      | 2      | 6      | 13      | 30      | 29     | 5      | 10     | 2      | —      | 9      | 11     | 3      | 54     | Or · Or · Or · Or                                                                                               |
| "—" indique que l'album n'entra pas dans les classements musicaux de ces pays.                                   |        |        |        |         |         |        |        |        |        |        |        |        |        |        | |

### Albums en concert
| Album | Charts | Charts | Charts | Charts  | Charts | Charts | Charts | Charts | Charts | Charts | Charts | Charts | Charts | Certifications                                         |
| Album | R-U    | ALL    | AUT    | BEL (W) | CAN    | FRA    | ITA    | NOR    | N-Z    | P-B    | SWE    | Sui    | USA    | Certifications                                         |
| --- | ------ | ------ | ------ | ------- | ------ | ------ | ------ | ------ | ------ | ------ | ------ | ------ | ------ | ------------------------------------------------------ |
| Genesis Live - Sortie : 3 août 1973 - Label : Charisma - Formats : CD, K7, LP                                   | 9      | —      | —      | —       | —      | —      | 10     | —      | —      | —      | —      | —      | 105    |                                                        |
| Seconds Out - Sortie : 21 octobre 1977 - Label : Charisma - Formats : 2 x CD, 2 x K7, 2 x LP                    | 4      | 17     | —      | —       | 41     | 10     | 7      | —      | 14     | 19     | 26     | —      | 47     | Or · Or · Or                                           |
| Three Sides Live - Sortie : 1er juin 1982 - Label : Charisma, Vertigo - Formats : 2 x CD, 2 x K7, 2 x LP        | 2      | 22     | —      | —       | 8      | —      | 12     | 14     | —      | 6      | 49     | —      | 10     | Or · Or                                                |
| The Way We Walk, Volume One: The Shorts - Sortie : 16 novembre 1992 - Label : Virgin - Formats : CD, K7, 2 x LP | 3      | 2      | 8      | 28      | 20     | 3      | 24     | —      | 2      | 18     | 40     | 4      | 35     | 2 × Platine · 3 × Or · Or · 2 × Platine · Platine · Or |
| The Way We Walk, Volume Two: The Longs - Sortie : 11 janvier 1993 - Label : Virgin - Formats : CD, K7, 2 x LP   | 1      | 2      | 12     | —       | 23     | 3      | 17     | 17     | 14     | 5      | 33     | 3      | 20     | Or · Or                                                |
| Live over Europe 2007 - Sortie : 26 novembre 2007 - Label : Virgin - Formats : 2xCD                             | 51     | 1      | 47     | 57      | —      | 93     | 47     | —      | —      | 70     | —      | 62     | —      | Argent · Or                                            |
| "—" indique que l'album n'entra pas dans les classements musicaux de ces pays.                                  |        |        |        |         |        |        |        |        |        |        |        |        |        |                                                        |

### Compilations
| Album                                                                                                  | Charts | Charts | Charts | Charts  | Charts  | Charts | Charts | Charts | Charts | Charts | Charts | Charts | Charts | Charts | Certifications                                      |
| Album                                                                                                  | R-U    | ALL    | AUT    | BEL (W) | BEL (V) | CAN    | FRA    | ITA    | NOR    | N-Z    | P-B    | SWE    | Sui    | USA    | Certifications                                      |
| --- | ------ | ------ | ------ | ------- | ------- | ------ | ------ | ------ | ------ | ------ | ------ | ------ | ------ | ------ | --------------------------------------------------- |
| Rock Theatre - Sortie : 1975 - Label : Fontana, Virgin - Formats : CD, K7, LP                          | —      | —      | —      | —       | —       | —      | —      | —      | —      | —      | —      | —      | —      | —      | —                                                   |
| Turn It On Again: the Best of '81-'83 - Sortie : 1991 - Label : Vertigo - Formats : CD, K7, LP         | —      | —      | —      | —       | —       | —      | 4      | —      | —      | —      | 31     | —      | —      | —      | Or · Or                                             |
| Genesis Archive 1967-75 - Sortie : 22 juin 1998 - Label : Vertigo - Formats : Boxset 4 CD              | 35     | 75     | —      | —       | —       | —      | —      | —      | —      | —      | —      | —      | —      | —      | —                                                   |
| Turn It on Again: The Hits - Sortie :26 octobre 1999 - Label : Vertigo - Formats : CD, K7              | 4      | 1      | 6      | 26      | 24      | 17     | 4      | —      | 1      | 15     | 9      | 15     | 10     | 65     | 2 × Platine · Platine · Or · Platine · Or · Or · Or |
| Genesis Archive 2: 1976-1992 - Sortie : 6 novembre 2000 - Label : Virgin - Formats : Boxset 3 CD       | —      | —      | —      | —       | —       | —      | —      | —      | —      | —      | —      | —      | —      | —      | —                                                   |
| Platinum Collection - Sortie :29 novembre 2004 - Label : Vertigo - Formats : 3 CD                      | 21     | 15     | —      | 60      | 40      | —      | 28     | 52     | 15     | 24     | 4      | —      | 72     | 100    | Platine · Or                                        |
| Genesis 1976–1982 - Sortie : 2 avril 2007 - Label : Virgin - Formats : Boxset 6CD / 6 DVD              | —      | —      | —      | —       | —       | —      | —      | —      | —      | —      | —      | —      | —      | —      | —                                                   |
| Turn It on Again: The Hits - The Tour Edition - Sortie : 4 juin 2007 - Label : Virgin - Formats : 2 CD | —      | —      | —      | 9       | 62      | —      | 7      | 35     | —      | —      | 18     | —      | —      | 132    | —                                                   |
| Genesis 1983-1998 - Sortie : 1er octobre 2007 - Label : Virgin - Formats : Boxset 5 CD /5 DVD          | —      | 57     | —      | —       | —       | —      | —      | —      | —      | —      | —      | —      | —      | —      | —                                                   |
| Genesis 1970-1975 - Sortie : 10 novembre 2008 - Label : Virgin - Formats : Boxset 7 Cd / 6 DVD         | —      | 22     | —      | —       | —       | —      | —      | 96     | —      | —      | 65     | —      | —      | —      | —                                                   |
| Genesis Live 1973–2007 - Sortie : 21 septembre 2009 - Label : Virgin - Formats : Boxset 8 CD / 3 DVD   | —      | 42     | —      | —       | —       | —      | —      | —      | —      | —      | —      | —      | —      | —      | —                                                   |
| R-Kive - Sortie : 22 septembre 2014 - Label : Virgin, UMC - Formats : 3 CD                             | 7      | 23     | —      | 10      | 42      | —      | 36     | 26     | —      | —      | 12     | —      | 82     | —      | Argent                                              |
| "—" indique que l'album n'entra pas dans les classements musicaux de ces pays.                         |        |        |        |         |         |        |        |        |        |        |        |        |        |        |                                                     |

## Singles
| Année                                                                                                  | Single                                | Classement | Classement | Classement | Classement | Classement | Classement | Classement | Classement | Classement | Classement | Classement | Classement | De l'album                              |
| Année                                                                                                  | Single                                | R-U        | ALL        | AUT        | BEL ,      | CAN        | FRA ,      | NOR        | N-Z        | P-B        | SWE        | SWI        | US         | De l'album                              |
| --- | ------------------------------------- | ---------- | ---------- | ---------- | ---------- | ---------- | ---------- | ---------- | ---------- | ---------- | ---------- | ---------- | ---------- | --------------------------------------- |
| 1968                                                                                                   | The Silent Sun                        | —          | —          | —          | —          | —          | —          | —          | —          | —          | —          | —          | —          | From Genesis to Revelation              |
| 1968                                                                                                   | A Winter’s Tale                       | —          | —          | —          | —          | —          | —          | —          | —          | —          | —          | —          | —          | sorti uniquement en single              |
| 1969                                                                                                   | Where the Sour Turns to Sweet         | —          | —          | —          | —          | —          | —          | —          | —          | —          | —          | —          | —          | From Genesis to Revelation              |
| 1971                                                                                                   | The Knife                             | —          | —          | —          | —          | —          | —          | —          | —          | —          | —          | —          | —          | Trespass                                |
| 1972                                                                                                   | Happy the Man                         | —          | —          | —          | —          | —          | —          | —          | —          | —          | —          | —          | —          | sorti uniquement en single              |
| 1973                                                                                                   | Watcher of the Skies                  | —          | —          | —          | —          | —          | —          | —          | —          | —          | —          | —          | —          | Foxtrot                                 |
| 1974                                                                                                   | I Know What I Like (In Your Wardrobe) | 21         | —          | —          | —          | —          | —          | —          | —          | —          | —          | —          | —          | Selling England by the Pound            |
| 1974                                                                                                   | Counting Out Time                     | —          | —          | —          | 45         | —          | 64         | —          | —          | —          | —          | —          | —          | The Lamb Lies Down on Broadway          |
| 1975                                                                                                   | The Carpet Crawlers                   | —          | —          | —          | —          | —          | —          | —          | —          | —          | —          | —          | —          | The Lamb Lies Down on Broadway          |
| 1976                                                                                                   | A Trick of the Tail                   | —          | —          | —          | —          | —          | —          | —          | —          | —          | —          | —          | —          | A Trick of the Tail                     |
| 1976                                                                                                   | Entangled                             | —          | —          | —          | —          | —          | 34         | —          | —          | —          | —          | —          | —          | A Trick of the Tail                     |
| 1977                                                                                                   | Your Own Special Way                  | 43         | —          | —          | —          | 83         | —          | —          | —          | —          | —          | —          | 62         | Wind and Wuthering                      |
| 1977                                                                                                   | Match of the Day                      | 14         | —          | —          | —          | —          | 55         | —          | —          | —          | 9          | —          | —          | Spot the Pigeon (EP)                    |
| 1978                                                                                                   | Follow You Follow Me [A]              | 7          | 8          | 15         | 26         | 25         | 12         | —          | 22         | 9          | —          | 6          | 23         | ... And Then There Were Three...        |
| 1978                                                                                                   | Many Too Many                         | 43         | 41         | —          | —          | —          | —          | —          | —          | —          | —          | —          |            | ... And Then There Were Three...        |
| 1978                                                                                                   | Go West Young Man (In the Motherlode) | —          | —          | —          | —          | —          | —          | —          | —          | —          | —          | —          | —          | ... And Then There Were Three...        |
| 1980                                                                                                   | Turn It On Again                      | 8          | 66         | —          | —          | 49         | 32         | —          | —          | —          | —          | —          | 58         | Duke                                    |
| 1980                                                                                                   | Duchess                               | 46         | —          | —          | —          | —          | —          | —          | —          | —          | —          | —          | —          | Duke                                    |
| 1980                                                                                                   | Misunderstanding                      | 42         | —          | —          | —          | 1          | —          | —          | —          | —          | —          | —          | 14         | Duke                                    |
| 1981                                                                                                   | Abacab                                | 9          | 28         | —          | 36         | 11         | 8          | 8          | 50         | 25         | —          | —          | 26         | Abacab                                  |
| 1981                                                                                                   | No Reply at All                       | —          | —          | —          | —          | 7          | 19         | —          | —          | —          | —          | —          | 29         | Abacab                                  |
| 1981                                                                                                   | Keep It Dark                          | 33         | —          | —          | —          | —          | —          | —          | —          | —          | —          | —          | —          | Abacab                                  |
| 1982                                                                                                   | Man on the Corner                     | 41         | —          | —          | —          | 28         | —          | —          | —          | —          | —          | —          | 40         | Abacab                                  |
| 1982                                                                                                   | Paperlate                             | 10         | 36         | —          | —          | 25         | —          | —          | —          | 40         | —          | —          | 32         | 3×3 (EP)                                |
| 1983                                                                                                   | Mama [A]                              | 4          | 4          | 10         | 21         | —          | 31         | 3          | 27         | 7          | —          | 2          | 73         | Genesis                                 |
| 1983                                                                                                   | That's All                            | 16         | 27         | 19         | —          | 14         | —          | —          | —          | 37         | —          | 15         | 6          | Genesis                                 |
| 1983                                                                                                   | Home by the Sea                       | —          | —          | —          | —          | —          | —          | —          | 4          | —          | —          | —          | —          | Genesis                                 |
| 1984                                                                                                   | Illegal Alien                         | 46         | —          | —          | —          | 41         | —          | —          | —          | —          | —          |            | 44         | Genesis                                 |
| 1984                                                                                                   | Taking It All Too Hard                | —          | —          | —          | —          | —          | —          | —          | —          | —          | —          | —          | 50         | Genesis                                 |
| 1986                                                                                                   | Invisible Touch [A]                   | 15         | 16         | —          | —          | 4          | 18         | —          | 8          | 28         | —          | 13         | 1          | Invisible Touch                         |
| 1986                                                                                                   | Throwing It All Away                  | 22         | —          | —          | —          | 12         | —          | —          | —          | 37         | —          | —          | 4          | Invisible Touch                         |
| 1986                                                                                                   | Land of Confusion                     | 14         | 7          | 27         | 14         | 8          | 67         | —          | 9          | 10         | 10         | 8          | 4          | Invisible Touch                         |
| 1987                                                                                                   | In Too Deep                           | 19         | 55         | —          | —          | 15         | 55         | —          | 30         | —          | —          | —          | 3          | Invisible Touch                         |
| 1987                                                                                                   | Tonight, Tonight, Tonight             | 18         | 23         | —          | 40         | 19         | 59         | —          | 42         | —          | —          | —          | 3          | Invisible Touch                         |
| 1991                                                                                                   | No Son of Mine                        | 6          | 3          | 7          | 12         | 1          | 6          | 4          | 36         | 7          | 13         | 8          | 12         | We Can't Dance                          |
| 1991                                                                                                   | I Can't Dance                         | 7          | 4          | 2          | 1          | 3          | 8          | —          | 10         | 1          | 13         | 8          | 7          | We Can't Dance                          |
| 1992                                                                                                   | Hold on My Heart                      | 16         | 45         | —          | 16         | 1          | 14         | —          | —          | 13         | —          | —          | 12         | We Can't Dance                          |
| 1992                                                                                                   | Jesus He Knows Me                     | 20         | 13         | 26         | 18         | 10         | 10         | —          | 35         | 18         | 38         | —          | 23         | We Can't Dance                          |
| 1992                                                                                                   | Never a Time                          | —          | 56         | —          | —          | 9          | —          | —          | —          | —          | —          | —          | 21         | We Can't Dance                          |
| 1992                                                                                                   | Invisible Touch (Live)                | 7          | —          | —          | —          | —          | —          | —          | —          | —          | —          | —          | —          | The Way We Walk, Volume One: The Shorts |
| 1993                                                                                                   | Tell Me Why                           | 40         | 51         | —          | —          | —          | 10         | —          | —          | 37         | —          | —          |            | We Can't Dance                          |
| 1997                                                                                                   | Congo                                 | 29         | 31         | 35         | —          | 28         | 51         | —          | —          | —          | —          | 32         | —          | ...Calling All Stations...              |
| 1997                                                                                                   | Shipwrecked                           | 54         | 82         | —          | —          | —          | 44         | —          | —          | —          | —          | —          | —          | ...Calling All Stations...              |
| 1998                                                                                                   | Not About Us                          | 66         | 81         | —          | —          | —          | —          | —          | —          | —          | —          | —          | —          | ...Calling All Stations...              |
| 1999                                                                                                   | The Carpet Crawlers 1999              | —          | 72         | —          | —          | —          | —          | —          | —          | —          | —          | —          | —          | Turn It on Again: The Hits              |
| 2006                                                                                                   | The Silent Sun 2006                   | —          | —          | —          | —          | —          | —          | —          | —          | —          | —          | —          | —          | sorti uniquement en single              |
| "—" indique que le single n'entra pas dans les classements musicaux de ces pays ou n'y fut pas publié. |                                       |            |            |            |            |            |            |            |            |            |            |            |            |                                         |

Notes
- A[A]: ces singles ont été certifiés disque d'argent au Royaume-Uni pour la vente de plus de 200 000 exemplaires[72]